# Інцидент з фракцією Капсан
Інцидент з "Фракцією Капсан" (кор. 갑산파) був невдалою спробою підірвати владу Кім Ір Сена, лідера Північної Кореї, приблизно в 1967 році. "Фракція Капсан" - це група ветеранів антияпонської боротьби 1930-х і 1940-х років, яка спочатку була близька до Кім Ір Сена. Після 2-го з'їзду Трудової партії Кореї (ТПК) у 1966 році фракція прагнула запровадити економічні реформи, кинути виклик культу особи Кім Ір Сена і призначити свого лідера Пак Кум Чола його наступником.
Кім Ір Сен розправився з фракцією у низці промов, виголошених на партійних зборах. Він закликав до "монолітної ідеологічної системи", зосередженої на його особі, і згуртував членів партії проти фракції Капсан. До квітня 1967 року члени фракції зникли з поля зору громадськості. Їх виключили з партії і відправили в сільську місцевість або до в'язниці. Пак Кум Чоль або наклав на себе руки, або був страчений, а інші ключові члени фракції також померли. Кім Ір Сен доручив своєму братові та спадкоємцю Кім Йонг Джу написати "Десять принципів створення монолітної ідеологічної системи". Цей новий набір принципів зробив правління Кім Ір Сена беззаперечним і поширив культ його особи на інших членів сім'ї Кімів.
Його син, Кім Чен Ір, взяв участь у чистках і очолив партійний відділ пропаганди і агітації, що стало першим політичним завданням, делегованим йому батьком, проклавши шлях до його дедалі впливовішої ролі в політиці країни, що врешті-решт призвело до того, що він став наступником свого батька після його смерті в 1994 році.

## Передумови
Інцидент з Капсанською фракцією отримав свою назву від регіону Капсан у старій провінції Південний Хамгтьон (сучасна провінція Рянґан), де під час антияпонської боротьби діяла підпільна визвольна організація під назвою Капсанський оперативний комітет (갑산공작위원회; 甲山工作委員會). Члени цієї групи надавали матеріально-технічну підтримку боротьбі Кім Ір Сена проти японців. Після звільнення Кореї вони були зараховані до лав партизанської фракції Трудової партії Північної Кореї Кім Ір Сена. Походження групи настільки пов'язане з діяльністю Кім Ір Сена, що іноді всю партизанську фракцію називають фракцією "Капсан". Поступово фракція стала сприйматися як окрема від решти Партизанської фракції через політичні розбіжності. Кім витіснив інші фракції партії під час низки чисток у 1950-х роках, найбільш помітною з яких став Серпневий інцидент 1956 року, але фракція "Капсан" залишилася. Після 2-го з'їзду Трудової партії Кореї (ТПК) у 1966 році фракція "Капсан" почала викладати свої претензії.
Фракція висунула економічну політику, яка розходилася з економічною моделлю Кім Ір Сена. Особливо вони виступали проти лінії Кіма на одночасний розвиток економіки та армії, надаючи перевагу національній економіці над потребами армії. Зокрема, вони надавали перевагу легкій, а не важкій промисловості, щоб відволікти кошти від військових і підвищити рівень життя людей. Вони хотіли, щоб правляча WPK передала свою роль в економічному плануванні експертам в галузі економіки, науки та інженерії. Вони також підтримували економічну теорію вартості та виступали за запровадження напіввалюти для матеріального стимулювання робітників.
Головною проблемою, однак, було питання про те, хто міг би стати наступником Кім Ір Сена на посаді лідера Північної Кореї. Кім просував свого молодшого брата Кім Йон Чжу як ймовірного наступника, але йому не вистачало повноважень. Зокрема, він не брав участі у боротьбі проти японців, як це робили партизани та члени фракції "Капсан". За це його критикував лідер фракції "Капсан" Пак Кум Чоль, який піднявся у кар'єрі, ставши віце-прем'єром держави і четвертим за рейтингом членом партії. Пака дратував роздутий культ особи Кім Ір Сена і те, як він нехтував досвідом таких людей, як він, які багато пожертвували для країни під час визволення. Пак зібрав багато впливових прихильників, серед яких були ко[리효순], Кім То Ман, чж[朴容國], чж[許錫宣], Ко Хьок, Ха Анг Чон (하앙천; 河仰天) та Рім Чун Чу.
Фракція Капсан прагнула назвати Пака наступником Кім Ір Сена. Спочатку вони допомогли Кім Ір Сену усунути Кім Чан Нама (김창남), видатного політичного теоретика, але лише для того, щоб звільнити місце для Пака. Члени фракції почали звеличувати слова Пака як "вчення", що дорівнює вченню Кім Ір Сена. Мемуари членів оригінальної фракції Капсан публікувалися з початку 1960-х років, починаючи з Ко [박달] у 1963 році, а потім І Дже Сун (이제순; 李悌淳), брата І Хьо Сун, у 1964 році. В альбомі 1964 року фотографії Пак Таля і Пак Кум Чола були надруковані поруч із фотографією Кім Ір Сена. Коли померла дружина Пак Кум Чола Чхве Ча Рьон, Кім То Ман, який був директором Відділу пропаганди та агітації партії, створив твір під назвою "Акт щирості" (일편단심), який називають то фільмом, то театральною п'єсою, що зображав її відданість своєму чоловікові. Кім Ір Сен не схвалював її і вважав, що вона демонструє недоречну вірність. Кім То Ман також відновив місце народження Пака. Очевидно, було створено несанкціоновану біографію Пака, в той час як поширення пропагандистських матеріалів про Кім Ір Сена було знехтувано. Ці дії були сприйняті як крайні прояви нелояльності до Кім Ір Сена.
Невдовзі Пак був засуджений Чхве Йон Гоном, головою Постійного комітету Верховних народних зборів (ВНЗКНДР), за розповсюдження "феодальних, конфуціанських ідей". Пака звинувачували в тому, що він не підтримує військову лінію партії; він відкрито висміював гасло Кім Ір Сена "один проти ста", дійшовши висновку, що його буквальне тлумачення не може бути правдивим. Виробничі плани, за які він відповідав, як стверджувалося, не були виконані. Пака звинувачували в тому, що він просував на важливі посади старих членів Оперативного комітету "Капсан". Стверджувалося, що фракція була фамільярною і регіоналістською. Союзника Пака І Хьо Суна, директора Генерального бюро у справах Південної Кореї (대남공작기구; 對南工作機構), звинувачували у провалах таємних операцій у Південній Кореї. Крім того, його підлеглий Рим Чун Чу, як стверджувалося, нехтував операціями в Південній Кореї, щоб зосередитися на публікації роману. Членів фракції також називали "ревізіоністами", які змушували людей читати "феодальну" літературу часів династії Чосон. Ці дії, без схвалення Кім Ір Сена, розглядалися як серйозні акти підриву його культу особи і влади. Фракція також вважалася прокитайською, всупереч промосковській лінії Кіма.

## Інцидент
Кім Ір Сен сприймав ідеї та дії фракції "Капсан" як екзистенційну загрозу його правлінню та державі. У березні 1967 року Кім попередив членів фракції "Капсан" у промові під назвою "Про поліпшення партійної роботи та виконання рішень партійної конференції" і звинуватив їх у практиці "індивідуального героїзму". Вирішенням проблеми Кім назвав "монолітну ідеологічну систему", яка згуртувала партію навколо нього. Кім попередив інших партійних чиновників не ставати на бік фракціоністів. Члени фракції проігнорували його застереження і продовжували діяти за своїм курсом. На таємному засіданні Кім отримав дозвіл від своїх лояльних членів партії на ліквідацію фракції "Капсан". Почалася широка чистка як реальних, так і передбачуваних членів фракції. На п'ятнадцятому пленумі четвертого ЦК ТПК, що відбувся 4-8 квітня, Кім офіційно виключив з партії понад 100 членів фракції. Пак Кум Чола відправили працювати на фабрику в сільській місцевості. У травні 1967 року його або стратили, або він покінчив життя самогубством. Інші були звинувачені у злочинах і зникли з поля зору громадськості або були відправлені до таборів для ув'язнених. І Хьо Сун, Кім То Ман, Пак Йонг Гук і Хо Сок Сон були засуджені до смертної кари.
25 травня Кім виступив перед партійними ідеологічними працівниками з промовою "Про невідкладні завдання в галузі пропагандистської роботи партії". Ця промова, можливо, найважливіша з усіх, які він коли-небудь виголошував, стала відома як "Навчання 25 травня" і стала політичним інструментом для прихильників Кіма, щоб викрити фракційні елементи в партії. Її вплив був настільки глибоким, що Сон Хе Ран, невістка Кім Чен Іра, охарактеризувала 25 травня як "день, коли все змінилося" в Північній Кореї. Дослідник Федір Тертицький порівнює її з важливістю 18 грудня 1865 року (скасування рабства) для американської, 24 березня 1933 року (дозвільний акт) для німецької або 20 лютого 1956 року (таємна промова Микити Хрущова) для радянської історії. Незважаючи на важливість промови, вона ніколи не була оприлюднена, доступ до неї був обмежений членами WPK. Лаконічна згадка про промову міститься в "Ко" 1968 року [조선중앙년감]: "1967, 25 травня - Вельмишановний товариш Кім Ір Сен виступив перед групою ідеологічних працівників партії з промовою "Про невідкладні завдання в напрямках пропагандистської роботи партії". Після цього протягом десятиліть - аж до епохи Кім Чен Іра - промову не згадували поіменно і не цитували. Іноді її плутають з іншою промовою, яка має ту ж дату і широко доступна під назвою "Про проблему переходу від капіталізму до соціалізму і диктатури пролетаріату". Що стосується недоступної промови від 25 травня, то її зміст можна точно визначити з наведеного нижче уривка з офіційної біографії Кіма 2008 року, згідно з Тертицьким:
У промові, виголошеній 25 травня 56-го року ери чучхе (1967), Великий Вождь сказав, що ідеологічною отрутою буржуазних і ревізіоністських елементів є буржуазна ідеологія, ревізіоністська ідеологія, ідеологія фланкізму і феодально-конфуціанські ідеї Конфуція і Мен-цзи, і показав, що ці ідеї є коренем їхньої основної ідеології. Ця ідеологічна отрута була залишена без уваги протягом декількох років, і тому боротьба за її очищення також займе багато часу і повинна вестися неухильно і енергійно. Вождь навчав, що в цій боротьбі слід остерігатися адміністративних методів і ретельно домагатися злиття ідеологічного виховання з ідеологічною боротьбою.

Великий Вождь розділив послідовників буржуазних і ревізіоністських елементів на кілька категорій і встановив настанову, що, оскільки ми не зуміли належним чином створити монолітну ідеологічну систему партії і революційний світогляд, тих, хто вважав, що все, що наказує керівництво, є правильним, і сліпо слідував за [фракційними], необхідно ретельно виховувати, а тих, хто коливався в ідеологічному відношенні і танцював під їхню дудку, слід переробляти шляхом ідеологічної боротьби.

Великий Вождь доручив усім кадрам і членам партії добре вивчити характер і шкідливі наслідки злочинної діяльності буржуазних і ревізіоністських елементів та їхніх хитрих вивертів, а також повністю усвідомити необхідність, характер, завдання і методи здійснення монолітної ідеологічної системи партії.
Тертицький датує обрання Кім Чен Іра наступником датою промови. Дійсно, Кім Чен Ір брав участь у розслідуванні діяльності фракції. Це завдання йому доручив Кім Ір Сен. На той час Кім Чен Іру було лише 26 років, і це був перший офіційний обов'язок, який йому доручив батько. Коли Кім Чен Ір виголосив промову на пленумі, це була його перша промова як представника влади. Можливо, він виголосив ще одну промову 25 травня під назвою "Твердо утверджуймо монолітну ідеологічну систему партії серед чиновників, які займаються закордонними справами", яка тісно перегукувалася з настановами його батька, виголошеними 25 травня. Ім'я Кім Чен Іра було згадано в публічних документах, можливо, вперше, що свідчило про те, що він вже був на шляху до того, щоб стати спадкоємцем Кім Ір Сена. Через шість місяців після чистки, на позаплановому засіданні партії, Кім Ір Сен закликав до лояльності кіноіндустрію, яка зрадила його з "Актом щирості". Сам Кім Чен Ір оголосив, що він готовий виконати це завдання, і таким чином розпочав свою впливову кар'єру в кіно. Кім залишив партійний відділ організації та керівництва, щоб очолити заплямовану цим інцидентом партійну організацію PAD. Він підтримав створення монолітної ідеології, зосередженої лише навколо свого батька. Кім скликав місячну конференцію кінематографістів, щоб переорієнтувати кіноіндустрію країни, очистивши її від "отрути" фракції Капсан. До 1969 року чистка завершилася.

## Наслідки та спадщина

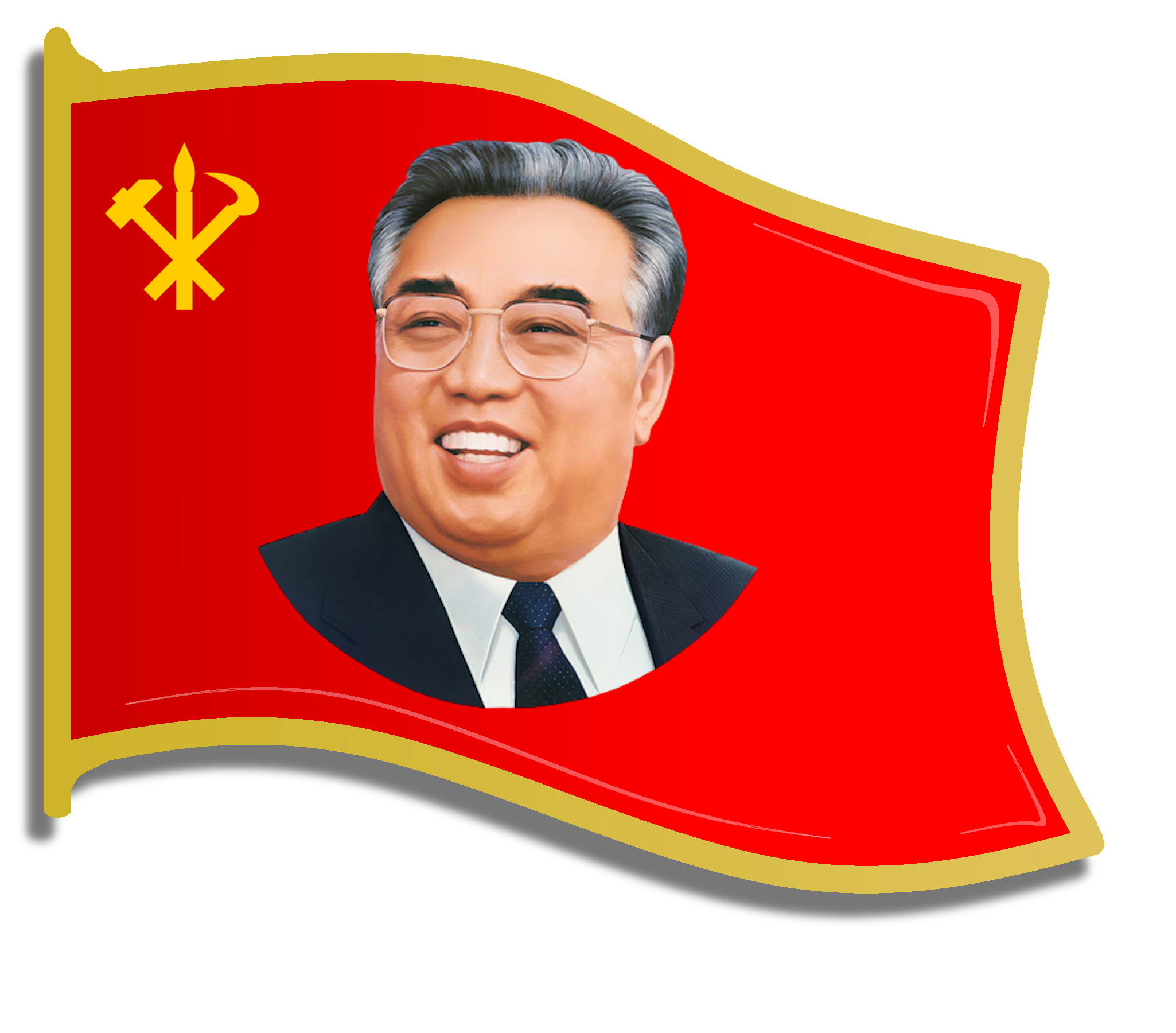
Сучасний значок Кім Ір Сена

Інцидент з фракцією Капсан був, за словами дослідника Лім Дже Чхона (кор.: 임재천), "переломним моментом у північнокорейській політиці". Він став останнім серйозним викликом позиції Кім Ір Сена. Після того, як фракція була усунута, хватка Кіма зміцнилася, а його культ особи посилився. За цим послідував сплеск пропаганди, подібний до того, що був у Китаї під час Культурної революції. Було запроваджено значки Кім Ір Сена, а цитування Кіма на публічних зібраннях стало обов'язковим. Всі до цього часу опубліковані книги були перевірені на правильність, і багато томів було спалено. Невдовзі після цього інциденту Кім Йон Чжу, брат Кім Ір Сена, кодифікував своє правління у впливових "Десяти принципах створення монолітної ідеологічної системи". Кім Ір Сен оголосив ці принципи громадськості у промові, виголошеній у Трудовій партії 16 грудня 1967 року під назвою "Ретельніше втілюймо революційний дух незалежності, самозабезпечення та самозахисту в усіх галузях державної діяльності". Після цього інциденту корейське слово "вождь", "сурьонг", яке використовувалося для позначення лідера будь-якої групи, Леніна чи Сталіна, стало означати виключно Кім Ір Сена.
Промова Кіма 25 травня мала наслідком встановлення його власної теоретичної позиції, відмінної від позиції Китаю чи Радянського Союзу, що надало йому політичну незалежність від двох соціалістичних великих держав. Його політична ідеологія чучхе почала поступово набирати обертів. Його економічна лінія "Бунчжин" закріпилася, хоча насправді це означало привілейоване становище армії над економікою. Після кадрових замін політика Північної Кореї щодо Південної Кореї також стала більш жорсткою.
Після падіння Капсанської фракції Кім Ір Сен опинився в центрі уваги північнокорейської історіографії. Його роль у визволенні була перебільшена до міфічних масштабів. З іншого боку, досвід інших партизанів більше не згадувався публічно. Наприклад, Кім Чен Ір наказав вилучити військові спогади змовників з популярної збірки "Спогади антияпонських партизанів". Сам Кім Чен Ір був витіснений у центр політичного життя поряд зі своїм батьком. Культ особи почав поширюватися і на інших членів сім'ї Кімів. Першою фігурою, на яку поширився культ, стала його мати, Кан Пан Сок. У липні 1967 року була опублікована пісня під назвою "Мати Кореї" (《조선의 어머니》), що прославляла її. У липні та вересні Родонг Сінмун опублікував статті, що вихваляли Кан. У вересні також розпочалася кампанія з наслідування Кан в Корейському демократичному союзі жінок. До 1968 року північнокорейський культ особи був завершений.
Ще однією сімейною справою було те, що Кім Ір Сен неохоче дозволив своїй доньці Кім Ген Хі вийти заміж за Чан Сон Тхека, сина сім'ї з революційними традиціями, чиї заслуги тепер вже не вважалися перевагою. Вони одружилися в 1972 році, але минуле Чжана не можна було обговорювати публічно. Саме через Чан спадщина інциденту з фракцією "Капсан" перейшла до епохи Кім Чен Ина. У 2013 році він наказав очистити і стратити Чжана. Кім, як і його дід Кім Ір Сен, назвав свою військово-економічну політику "Бунчжин", а "Десять принципів створення монолітної ідеологічної системи" були оновлені, щоб посилатися на Кім Чен Ина. Стефан Хаггард робить висновок, що хоча "лінія Кім Чен Ина - це не зовсім лінія Кім Ір Сена, а Чан Сон Тхек - це не фракція Капсан... основна динаміка виглядає дещо схожою: на виклики вождистській системі відповідають не лише чистками, але й важливими ідеологічними обґрунтуваннями єдності і покори".

## Для подальшого читання
- Kim Il-sung (1985). On Improving Party Work and Implementing the Decisions of the Party Conference: Speech at the Conference of Chief Secretaries of Provincial, City, County and Factory Party Committees, March 17–24, 1967. Kim Il Sung: Works. Т. 21. Pyongyang: Foreign Languages Publishing House. с. 118—227. OCLC 827642144.
- Kim Il-sung (1985). Let Us Embody More Thoroughly the Revolutionary Spirit of Independence, Self-sustenance and Self-defence in All Fields of State Activity: Political Programme of the Government of the Democratic People's Republic of Korea, Announced at the First Session of the Fourth Supreme People's Assembly of the D.P.R.K., December 16, 1967. Kim Il Sung: Works. Т. 21. Pyongyang: Foreign Languages Publishing House. с. 421—483. OCLC 827642144.

## Зовнішні посилання
- Оригінальний документ у Міжнародному проекті документації Північної Кореї